# Iconix Brand Group
Iconix Brand Group è una società statunitense di gestione del marchio che concede in licenza i marchi a rivenditori e produttori principalmente nei settori dell'abbigliamento, delle calzature e degli accessori. I marchi sono disponibili nei negozi come Kohl's, Kmart, Sears, Macy's, Target e JC Penney.

## Storia
La società ebbe inizio come Candie's, Inc., comprata nel 1993. Il marchio Bongo venne comprato nel 1998. Badgley Mischka venne acquisito nel 2004. Joe Boxer e Rampage nel 2005. Nel  2006, vengono acquisite Mudd, London Fog, Mossimo, Ocean Pacific. Nel 2007 i marchi Cannon, Danskin, Artful Dodger, e Rocawear. Poi il marchio Starter dalla Nike. Nel 2009, Iconix paga 109 milioni di US$ per il 51% della Eckō Unltd. E nel maggio 2013 il 100%.
Nel 2010, Iconix e Charles M. Schulz Creative Associates raggiungono un accordo per gli asset di Peanuts, dopo una lunga proprietà di United Media, creando la Peanuts Worldwide  (80% Iconix e 20% Schulz Associates). Peanuts Worldwide acquisisce dalla United Media anche i diritti per Dilbert e Fancy Nancy.
Nel 2011, Iconix acquisisce The Sharper Image. Nel 2012, Nike Inc. annuncia la vendita di Umbro per 225 milioni di US$.
Nel 2013, Iconix acquisisce Lee Cooper dalla Sun Capital Partners. Nello stesso anno, il controllo di Buffalo David Bitton.
Nel 2015, Iconix compra Strawberry Shortcake da American Greetings. Iconix e Anthony L&S Athletics LLC acquisisce North American dalla Pony, Symphony Holdings LLC (75% Iconix e 25% Anthony L&S).
Nel 2015, avvengono le dimissioni del management compreso il fondatore Neil Cole, dopo una inchiesta della Securities and Exchange Commission.
Nel 2017, Iconix vende Badgley Mischka e The Sharper Image.
Lo stesso anno DHX Media annuncia l'acquisizione della divisione media per 345 milioni di US$ con i diritti di Strawberry Shortcake, e l'80% di Peanuts Worldwide.
Nel 2018, Iconix annuncia Robert Galvin come CEO. Il 14 luglio 2020 Iconix ha annunciato che la società è in vendita.

## Marchi
- Artful Dodger2
- Bongo
- Buffalo David Bitton
- Candie's
- Cannon
- Charisma
- Danskin
- Eckō Unltd.
- Ed Hardy
- Fieldcrest
- Hoodrich
- Joe Boxer
- Lee Cooper
- London Fog
- Fashion brands by Madonna:[20]
  - Material Girl
  - Truth or Dare by Madonna
- Marc Ecko Cut & Sew
- Modern Amusement
- Mossimo
- Mudd
- Ocean Pacific
- Pony (North American rights)
- Rampage
- Rocawear[21]
- Royal Velvet
- Starter
- Umbro
- Waverly
- Zoo York